# Machida Keita
Machida Keita (町田 啓太, sinh ngày 4 tháng 7 năm 1990) là một diễn viên người Nhật Bản. Anh là thành viên của nhóm kịch Gekidan Exile. Anh hiện được công ty LDH quản lý.

## Tiểu sử
Machida sinh ngày 4 tháng 7 năm 1990 tại Higashiagatsuma, Nhật bản. Anh có một em gái và một chị gái. Từ tiểu học, anh đã bắt đầu học Kendo cho đến khi vào cấp hai. Sau khi tốt nghiệp trung học cơ sở, Machida gia nhập Trường Trung học Hàng không Nhật Bản ở Ishikawa vì anh có niềm yêu thích xe cộ từ khi còn nhỏ và mong muốn trở thành một phi công. Anh bắt đầu học nhảy khi còn học trung học và đảm nhận vai trò đội trưởng trong câu lạc bộ nhảy của mình. Machida đã theo học EXPG Tokyo, một trường tài năng do LDH điều hành.

### Đời sống cá nhân
Vào ngày 25 tháng 12 năm 2022, Machida kết hôn với nữ diễn viên Hàn Quốc, Hyunri.